# Grosser Mühldorfer See
Grosser Mühldorfer See är en sjö i Österrike.   Den ligger i förbundslandet Kärnten, i den centrala delen av landet, 270 km sydväst om huvudstaden Wien. Grosser Mühldorfer See ligger 2 350 meter över havet.
I omgivningarna runt Grosser Mühldorfer See växer i huvudsak blandskog. Runt Grosser Mühldorfer See är det ganska glesbefolkat, med 29 invånare per kvadratkilometer.